# هيرونو
هيرونو  هي بلدية في اليابان، وبلدة في اليابان، تقع في فوكوشيما، بلغ عدد سكانها 4,004  نسمة وذلك حسب إحصائيات سنة 2018، تبلغ مساحتها 58.39 كيلومتر مربع.